# Phoradendron leucocarpum
Phoradendron leucocarpum là một loài thực vật có hoa trong họ Santalaceae. Loài này được Patschovsky miêu tả khoa học đầu tiên năm 1911.